# Täschhorn
Das Täschhorn liegt in den Walliser Alpen und hat eine Höhe von 4491 m.
Das Täschhorn ist der zweithöchste Gipfel der Mischabelgruppe, nach dem Monte Rosa das zweithöchste Gebirgsmassiv der Schweiz. Das Täschhorn gehört zu den schwer zu ersteigenden Viertausendern des Wallis. Aufgrund des anspruchsvollen Normalwegs (Mischabelgrat) wird dieser Gipfel relativ selten begangen.
Die Erstbesteigung des Täschhorns erfolgte am 30. Juli 1862 durch Stefan und Johannes Zumtaugwald, John Llewelyn Davies, J. W. Hayward und Peter-Josef Summermatter über die NW-Flanke (Kinflanke) direkt von Randa aus.

## Routen
Nordwestflanke (Kinflanke)
- Schwierigkeit: ZS, II (Frz. Skala: AD; mit II. UIAA-Grad Felskletterei)
- Zeitaufwand: 6 Stunden
- Ausgangspunkt: Domhütte (2940 m ü. M.) oder Kinhütte (2584 m ü. M.)
- Talort: Randa (1407 m ü. M.)

Mischabeljoch 
- Schwierigkeit: ZS-, II (Frz. Skala: AD-; mit II. UIAA-Grad Felskletterei)
- Zeitaufwand: 4 Stunden
- Ausgangspunkt: Täschhütte (2701 m ü. M.)
- Talort: Täsch (1450 m ü. M.)

Mischabelgrat 
- Schwierigkeit: ZS, III (Frz. Skala: AD; mit III. UIAA-Grad Felskletterei)
- Zeitaufwand: 4 Stunden
- Ausgangsort: Mischabeljochbiwak (3847 m ü. M.)
- Talort: Täsch (1450 m ü. M.)

Westsüdwestgrat (Teufelsgrat) 
- Schwierigkeit: S+, IV (Frz. Skala: D+; mit IV. UIAA-Grad Felskletterei)
- Zeitaufwand: 12–14 Stunden
- Ausgangspunkt: Täschhütte
- Talort: Täsch